# Racing Plast Burträsk
Racing Plast Burträsk war ein schwedisches Unternehmen und Hersteller von Automobilen.

## Unternehmensgeschichte
Kjell Lindskog gründete 1965 in Burträsk das Unternehmen und begann 1966 mit der Produktion von Automobilen, auch in Kit-Car-Form. Eine andere Quelle nennt Rune Levander und Kjell Lindskog als Gründer und gibt dazu das Jahr 1966 an. Der Markenname lautete RPB. Die verschärften Zulassungsbestimmungen in Schweden ab Sommer 1970 führten dazu, dass der schwedische Markt für solche Fahrzeuge wegbrach. Von 1970 bis 1971 wurden einige Fahrzeuge nach Finnland und Norwegen exportiert. Ein Feuer im Mai 1971 sorgte für eine jahrelange Produktionsunterbrechung. Die Entschärfung der Zulassungsbestimmungen in Schweden Anfang der 1980er Jahre führte dazu, dass die Produktion wieder aufgenommen wurde. 1981 endete die Produktion endgültig. Insgesamt entstanden etwa 300 Fahrzeuge.

## Fahrzeuge
Das Unternehmen fertigte zunächst ausschließlich Rennwagen der Rennklasse Formel V. 1968 folgten Straßenfahrzeuge. Das erste Modell war der Piraya. Dies war ein Kit Car auf der Basis des VW Käfer. Die flache, zweisitzige Karosserie verfügte über zwei Flügeltüren. Innerhalb eines Jahres wurden 40 Bausätze verkauft. Das Modell GT mit normalen Türen folgte 1969. Beide Modelle wurden auch als Komplettfahrzeuge verkauft.
Mindestens ein Fahrzeug basierte auf einem Auto Union 1000 Sp und hatte eine Karosserie aus Kunststoff.